# Benoît Cosnefroy
Benoît Cosnefroy (* 17. Oktober 1995 in Cherbourg) ist ein französischer Radrennfahrer.

## Werdegang
Cosnefroy stammt aus einer Radsportfamilie, sein Großvater wie auch sein Vater waren Radsportler und organisierten Radrennen. Er selbst begann im Alter von neun Jahren mit dem Radsport beim heimischen Verein Union Concorde Bricquebetaise. Er bestritt Rennen auf der Straße sowie Querfeldeinrennen. Als Junior nahm er an Europa- und Weltmeisterschaften im Querfeldeinrennen teil. Im Alter von 16 Jahren gewann er in Teurthéville-Hague das nach seinem Ur-Ur-Großvater benannte Rennen Prix Louis-Cosnefroy, für ihn ein, wie er in einem Interview sagte, entscheidender Moment.
Von 2015 bis Mitte 2017 fuhr Cosnefroy bei der Chambéry Cyclisme Formation dem Farmteam des UCI WorldTeams AG2R La Mondiale. Im Jahr 2016 wurde Cosnefroy französischer Vize-Meister im Straßenrennen der U23 und belegte bei den U23-Europameisterschaft belegte er Rang vier. Im Herbst des Spätsommer des Jahres fuhr er als Stagiaire bei AG2R La Mondiale. 2017 wurde Cosnefroy ein weiteres Mal Zweiter der französischen U23-Straßenmeisterschaften. International gewann er eine Etappe der Rhône-Alpes Isère Tour und nach dem Wechsel zu AG2R La Mondiale den Grand Prix d’Isbergues. Mit der Nationalmannschaft belegte er bei den UEC-Straßen-Europameisterschaften 2017 Rang zwei im U23-Straßenrennen und wurde wenige Wochen später U23-Weltmeister im Straßenrennen.
In seiner ersten vollen Saison beim AG2R La Mondiale Team startete Benoît Cosnefroy primär bei kleineren französischen Rennen. Im Frühjahr ging er bei den Ardennen-Klassikern an den Start, beendete jedoch nur das Amstel Gold Race. Am Ende der Saison stand er bei Paris–Tours als Dritter hinter Søren Kragh Andersen und Niki Terpstra auf dem Podest. Im Jahr 2019 gewann er mit Paris–Camembert, dem Grand Prix de Plumelec und der Polynormande drei französische Eintagesrennen und wurde als bester Fahrer seines Teams Zwölfter beim Flèche Wallonne. Mit der Tour du Limousin feierte er zudem seinen ersten Gesamtsieg einer Rundfahrt.
Im Jahr 2020 starte er mit dem Sieg beim Grand Prix Cycliste La Marseillaise in die Saison und sicherte sich kurz darauf auch den Gesamtsieg des Étoile de Bessèges. In Vorbereitung auf seine erste Tour de France gewann er eine Etappe der Route d’Occitanie, fuhr das Critérium du Dauphiné jedoch nicht zu Ende. Bei der Tour de France 2020 ging er auf der 2. Etappe in die Ausreißergruppe und trug im Anschluss das Bergtrikot, das er erst in der letzten Woche an den späteren Gesamtsieger Tadej Pogačar abgeben musste. Nachdem er die Tour de France auf dem 116. Rang beendet hatte, wurde er hinter Marc Hirschi Zweiter des Flèche Wallonne 2020. Im Anschluss wurde er 18. bei Lüttich–Bastogne–Lüttich und stand beim Pfeil von Brabant und bei Paris–Tours als Dritter bzw. Zweiter auf dem Podest.
Im Jahr 2021 konnte er nicht an seine Vorjahresleistungen bei den Ardennen-Klassikern anschließen, gewann jedoch die Tour du Finistère. Nach der Tour de France 2021 vertrat er Frankreich bei den Olympischen Spielen in Tokio, wo er den 57. Platz belegte. Im Spätsommer gewann er mit der Bretagne Classic Ouest-France erstmals ein Rennen der UCI WorldTour und triumphierte wenig später bei der Tour du Jura Cycliste. Nach Platz drei bei den Europameisterschaften wurde er 19. des Straßenrennens der Weltmeisterschaften.

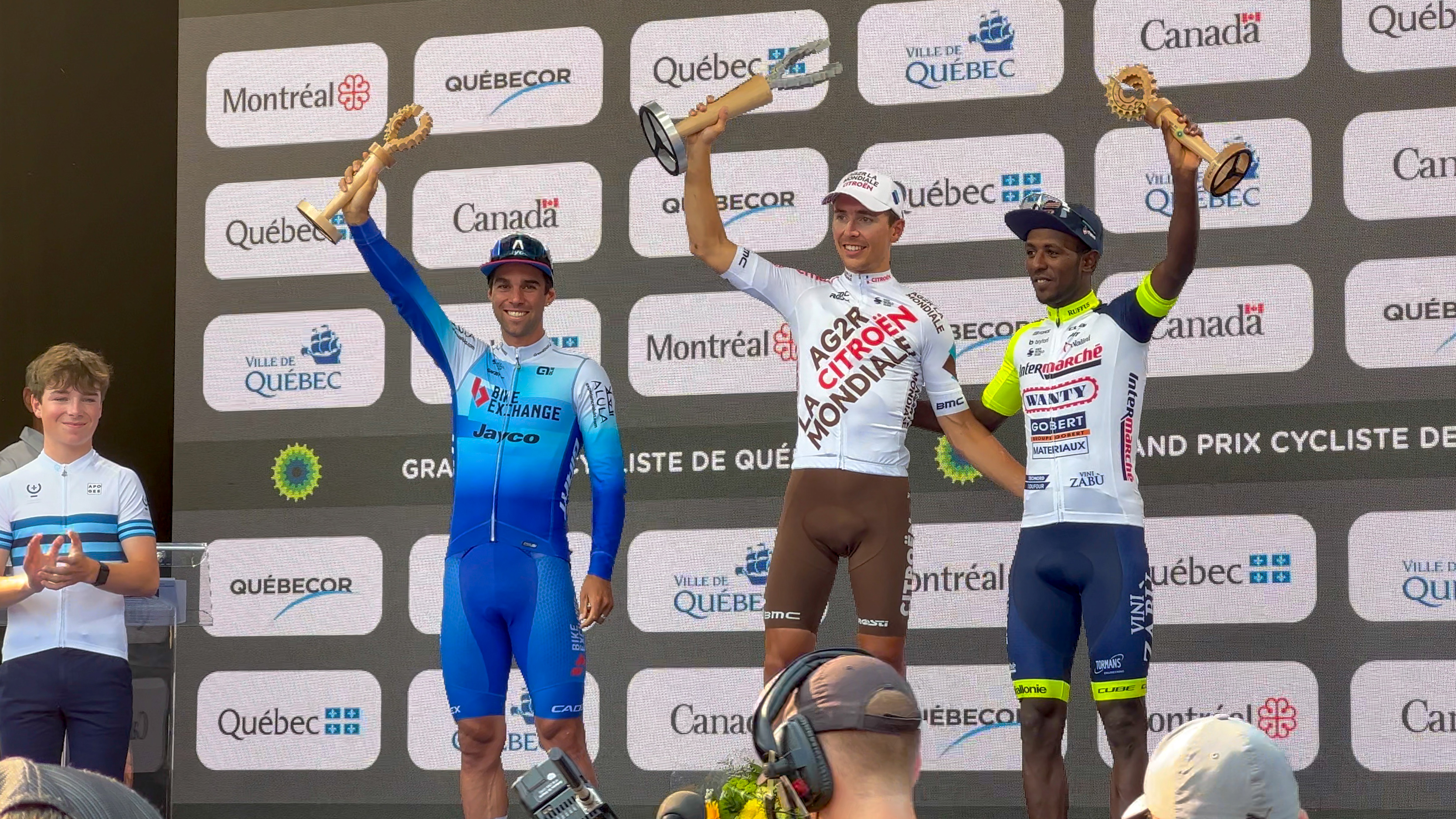
Benoît Cosnefroy gewinnt den Grand Prix Cycliste de Québec 2022

In der Saison 2022 belegte er im Amstel Gold Race den zweiten Rang und musste sich nur knapp dem Polen Michał Kwiatkowski im Sprint geschlagen geben. Die beiden trennten nur wenige Zentimeter, wobei Cosnefroy zuerst als Sieger verkündet wurde, ehe das Fotofinish Klarheit brachte. Nach Platz zwei beim Pfeil von Brabant konnte er weder beim Flèche Wallonne noch bei Lüttich–Bastogne–Lüttich in die Top 10 fahren. Seinen einzigen Saisonsieg feierte er im Herbst, als er mit dem Grand Prix Cycliste de Québec sein zweites WorldTour-Rennen gewann.
Im Jahr 2023 nahm Benoît Cosnefroy erstmals auch Mailand–Sanremo und die Flandern-Rundfahrt in Angriff, die er auf den Plätzen 22 und 16 beendete. Beim Pfeil von Brabant stand er als Dritter erneut auf dem Podium. Nach einer Saison ohne Sieg, gewann Cosnefroy  zu Beginn des Jahres 2024 die abschließende Etappe der Tour des Alpes-Maritimes und sicherte sich so die Gesamtwertung der französischen Rundfahrt. Nach Platz sechs bei der Strade Bianche gewann er zum zweiten Mal Paris–Camembert, ehe er nach drei Podiumsplätzen schließlich beim Pfeil von Brabant triumphierte.

## Erfolge
2017
- eine Etappe Rhône-Alpes Isère Tour
- Grand Prix d’Isbergues
- U23-Europameisterschaft – Straßenrennen
- U23-Weltmeister – Straßenrennen

2019
- Paris–Camembert
- Grand Prix de Plumelec-Morbihan
- Polynormande
- Gesamtwertung, eine Etappe und Nachwuchswertung Tour du Limousin

2020
- Grand Prix d’Ouverture La Marseillaise
- Gesamtwertung Étoile de Bessèges
- eine Etappe Route d’Occitanie

2021
- Tour du Finistère
- Bretagne Classic Ouest-France

2022
- Grand Prix Cycliste de Québec

2024
- Gesamtwertung, Punktewertung und eine Etappe Tour des Alpes-Maritimes
- Brabantse Pijl
- Grand Prix du Morbihan

2025
- Grand Prix du Morbihan

## Grand-Tour-Platzierungen
| Grand Tour            | 2019 | 2020 | 2021 | 2022 | 2023 | 2024 |
| --------------------- | ---- | ---- | ---- | ---- | ---- | ---- |
| Giro d’ItaliaGiro     | –    | –    | –    | –    | –    | –    |
| Tour de FranceTour    | 113  | 116  | 107  | 90   | 101  | –    |
| Vuelta a EspañaVuelta | –    | –    | –    | –    | –    | –    |